# Bright Lights & Back Alleys
Bright Lights & Back Alleys (с англ. — «Яркие огни и темные аллеи») — четвёртый студийный альбом группы Smokie, выпущенный 29 сентября 1977 года в Европе и 7 октября в Великобритании.

## Список композиций
| №  | Название                       | Автор(ы)        | Длительность |
| -- | ------------------------------ | --------------- | ------------ |
| 1. | «It's Your Life»               | Чинн, Чепмен    | 3:33         |
| 2. | «I Can't Stay Here Tonight»    | Норман, Спенсер | 4:05         |
| 3. | «Sunshine Avenue»              | Норман, Спенсер | 3:09         |
| 4. | «Think of Me (The Lonely One)» | Норман, Спенсер | 4:41         |
| 5. | «In the Heat of the Night»     | Чинн, Чепмен    | 4:45         |

| №                   | Название                          | Автор(ы)                | Длительность |
| ------------------- | --------------------------------- | ----------------------- | ------------ |
| 6.                  | «Needles and Pins»                | Сонни Боно, Джек Ницше  | 2:43         |
| 7.                  | «No One Could Ever Love You More» | Норман, Спенсер         | 2:30         |
| 8.                  | «The Dancer»                      | Лео Сейер, Дэвид Кортни | 3:50         |
| 9.                  | «Baby It's You»                   | Норман, Спенсер         | 3:49         |
| 10.                 | «Walk Right Back»                 | Норман, Спенсер         | 5:29         |
| Общая длительность: | Общая длительность:               | Общая длительность:     | 39:08        |

## Участники записи
Smokie
- Крис Норман — ритм-гитара, вокал, клавишные
- Алан Силсон — соло-гитара, бэк-вокал
- Терри Аттли — бас-гитара, бэк-вокал
- Пит Спенсер — ударные, перкуссия

Приглашённые музыканты
- Том Скотт[англ.] — саксофон на «In the Heat of the Night»

Технический персонал
- Майк Чепмен — продюсирование
- Никки Чинн — продюсирование
- Пит Коулман — звукоинженер
- Джимми Хаскелл[англ.] — струнные аранжировки (1—3, 5 треки)
- Фил Деннис — струнные аранжировки (4, 8 треки)
- Cream — дизайн обложки
- Геред Манковиц[англ.] — фотографии

## Чарты и сертификации

### Чарты
| Чарты (1977)                        | Высшая позиция |
| ----------------------------------- | -------------- |
| Австрия (Ö3 Austria)                | 6              |
| Финляндия (Suomen virallinen lista) | 3              |
| Германия (Offizielle Top 100)       | 6              |
| Норвегия (VG-lista)                 | 1              |
| Швеция (Sverigetopplistan)          | 3              |

### Сертификации
| Регион                                                      | Сертификация | Продажи  |
| ----------------------------------------------------------- | ------------ | -------- |
| Германия (BVMI)                                             | Золотой      | 250 000^ |
| Великобритания (BPI)                                        | Серебряный   | 60 000^  |
| ^ Данные о тиражах приведены только на основе сертификации. |              |          |